# Шесть дней Нумеа
Шесть дней Нумеа (англ. Six Days of Nouméa) — трековая 6-дневная велогонка, проходившая в Нумеа (Новая Каледония, заморская территория Франции) с 1977 по 2003 год.

## Призёры
| Год  | Победитель                        | Второй                               | Третий                           |
| ---- | --------------------------------- | ------------------------------------ | -------------------------------- |
| 1977 | Пол Бонно Даниель Морелон         | Кит Оливер Джон Треворроу            | Жан-Клод Лекурье Жан Тестард     |
| 1980 | Маурицио Бидиност Бернар Вайе     | Кельвин Пул Гэри Саттон              | Даниэль Гисигер Патрик Мёрлен    |
| 1981 | Маурицио Бидиност Франческо Мозер | Серж Бешери Ален Бондю               | Жан-Клод Лекурье Рой Схёйтен     |
| 1982 | Дидерик Фубер Даниэль Гисигер     | Майкл Гредна Джордж Уэст             | Паскаль Каррара Йенс Шрёдер      |
| 1989 | Джейми Келли Марк Виктор          | Гэри Андерсон Стюарт Маклей          | Герд Дорич Удо Ленер             |
| 1990 | Андреас Бейкирх Франк Кюн         | Эрве Дагорн Эрик Маньен              | Фредерик Обер Кристоф Бонте      |
| 1992 | Мишель Дюбрёй Скотт Макгрори      | Даниэль Панделе Даниэль-Доминик Пере | Грэм Миллер Джефф Раттер         |
| 1993 | Тони Дэвис Стивен Пате            | Роберт Бартко Штефан Штайнвег        | Мишель Дюбрёй Кристиан Пьеррон   |
| 1994 | Жан-Клод Колотти Жан-Мишель Монин | Мишель Дюбрёй Кристиан Пьеррон       | Скотт Макгрори Мишель Руссо      |
| 1995 | Серж Барбара Глен Томсон          | Грэм Миллер Жан-Мишель Тессье        | Кристоф Капель Паскаль Чантер    |
| 1996 | Мишель Дюбрёй Карлос Да Крус      | Кристиан Пьеррон Андреас Вальцер     | Жан-Мишель Тессье Робер Сассон   |
| 1997 | Жан-Мишель Монин Кристиан Пьеррон | Жан-Мишель Тессье Робер Сассон       | Анди Фликингер Жером Нёвилль     |
| 1998 | Жан-Мишель Тессье Робер Сассон    | Кристофер Дженнер Андреас Вальцер    | Тимоти Лайонс Майкл Роджерс      |
| 1999 | Кристиан Пьеррон Робер Сассон     | Хилтон Кларк Трой Кларк              | Стив Клавье Николя Нэгл          |
| 2000 | Дэнни Кларк Грэм Браун            | Грег Хендерсон Ли Вертонген          | Гарет Аткинс Натан Кларк         |
| 2001 | Жан-Мишель Тессье Робер Сассон    | Стив Клавье Николя Нэгл              | Гарет Аткинс Натан Кларк         |
| 2002 | Жан-Мишель Тессье Адриано Баффи   | Фрэнк Перк Жером Нёвилль             | Эрик Вайспфенниг Штефан Штайнвег |
| 2003 | Жан-Мишель Тессье Робер Сассон    | Эрик Вайспфенниг Штефан Штайнвег     | Фрэнк Перк Фабьен Мерсирис       |